# Ceratostylis longisegmenta
Ceratostylis longisegmenta är en orkidéart som beskrevs av Oakes Ames och Charles Schweinfurth. Ceratostylis longisegmenta ingår i släktet Ceratostylis och familjen orkidéer. Inga underarter finns listade i Catalogue of Life.